# Alviksbron
Alviksbron ist eine Straßenbahnbrücke für die Tvärbana in Stockholm. Die Brücke verbindet die Insel Stora Essingen über den Mälaren mit Bromma und wurde im Jahr 2000 dem Verkehr übergeben.
Die Alviksbron ist eine doppelspurige Straßenbahnbrücke kombiniert für Fußgänger- und Fahrradverkehr. Sie ist insgesamt 400 Meter lang, die längste Spannweite beträgt 140 Meter und ihre segelfreie Höhe 24 Meter. Die Brücke ist eine Spannbetonkonstruktion, das ermöglichte, sie mit hängendem Gerüst ohne Kontakt mit dem Boden oder Wasser zu bauen. Die Brückenbalken wurden gleichzeitig von den Pfeilern aus in beide Richtungen betoniert. Die Alviksbron ist schlank konstruiert und ihr Brückenbogen harmoniert mit dem Bogen der dahinter liegenden Tranebergsbron. Die Brückenpfeiler, die mit rotem Backstein bekleidet sind, werden nachts angestrahlt.
Weitere Fakten:
- Bauherr: Storstockholms Lokaltrafik
- Bauunternehmen: NCC

## Quelle
- Alviksbron. structurae.de, abgerufen am 14. Oktober 2015.

## Bildergalerie

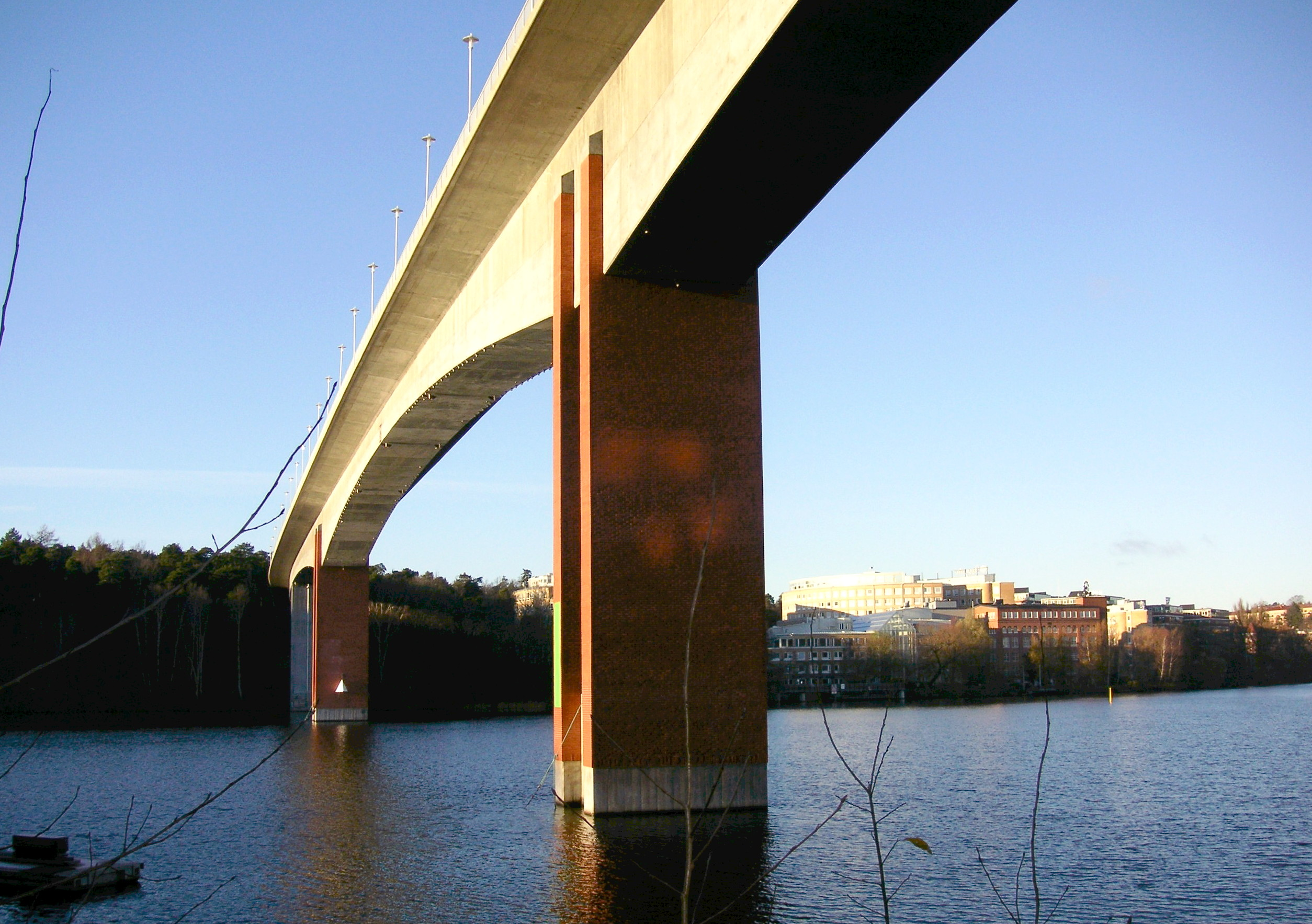
Alviksbron von Stora Essingen
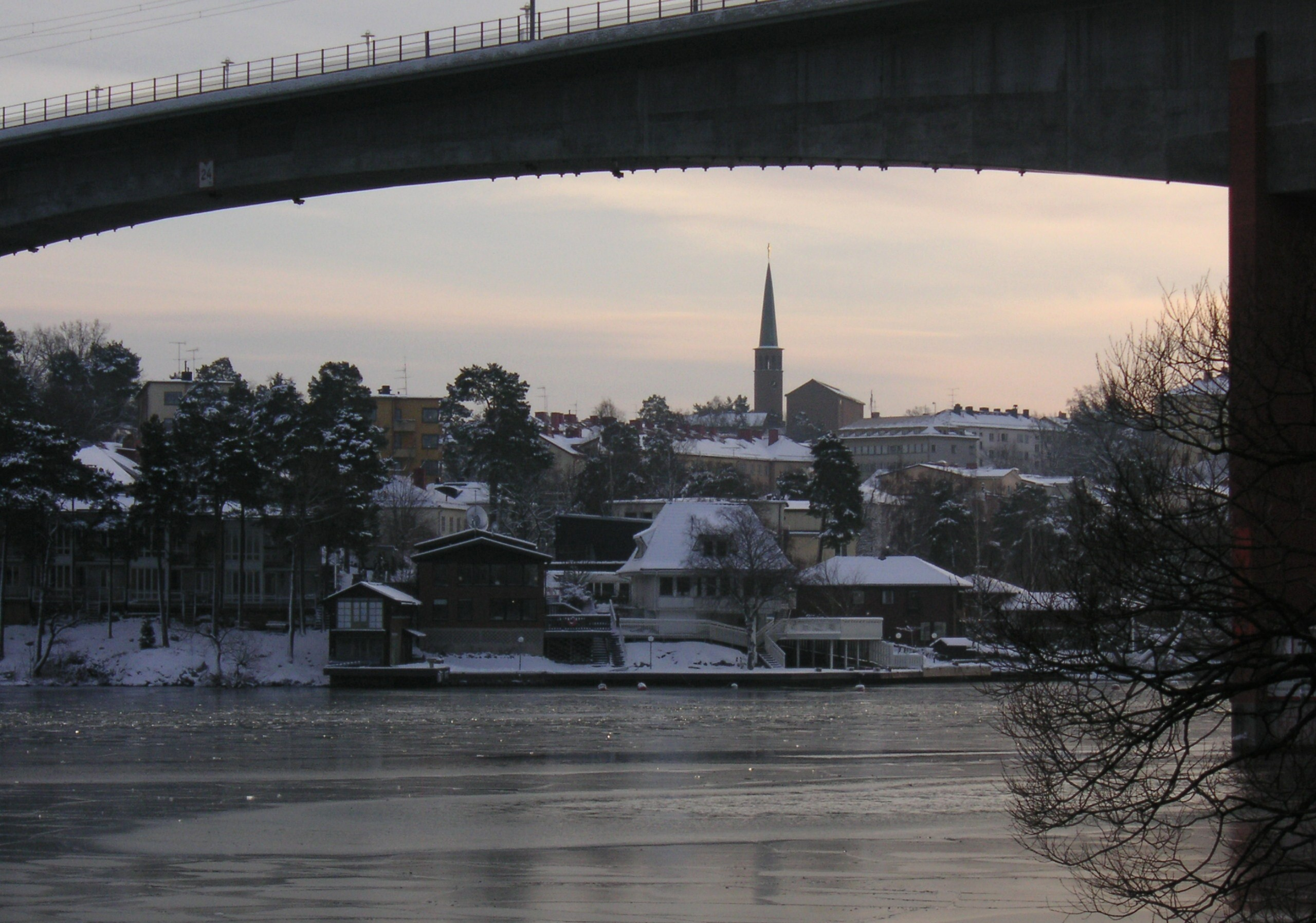
Mit Stora Essingen im Hintergrund
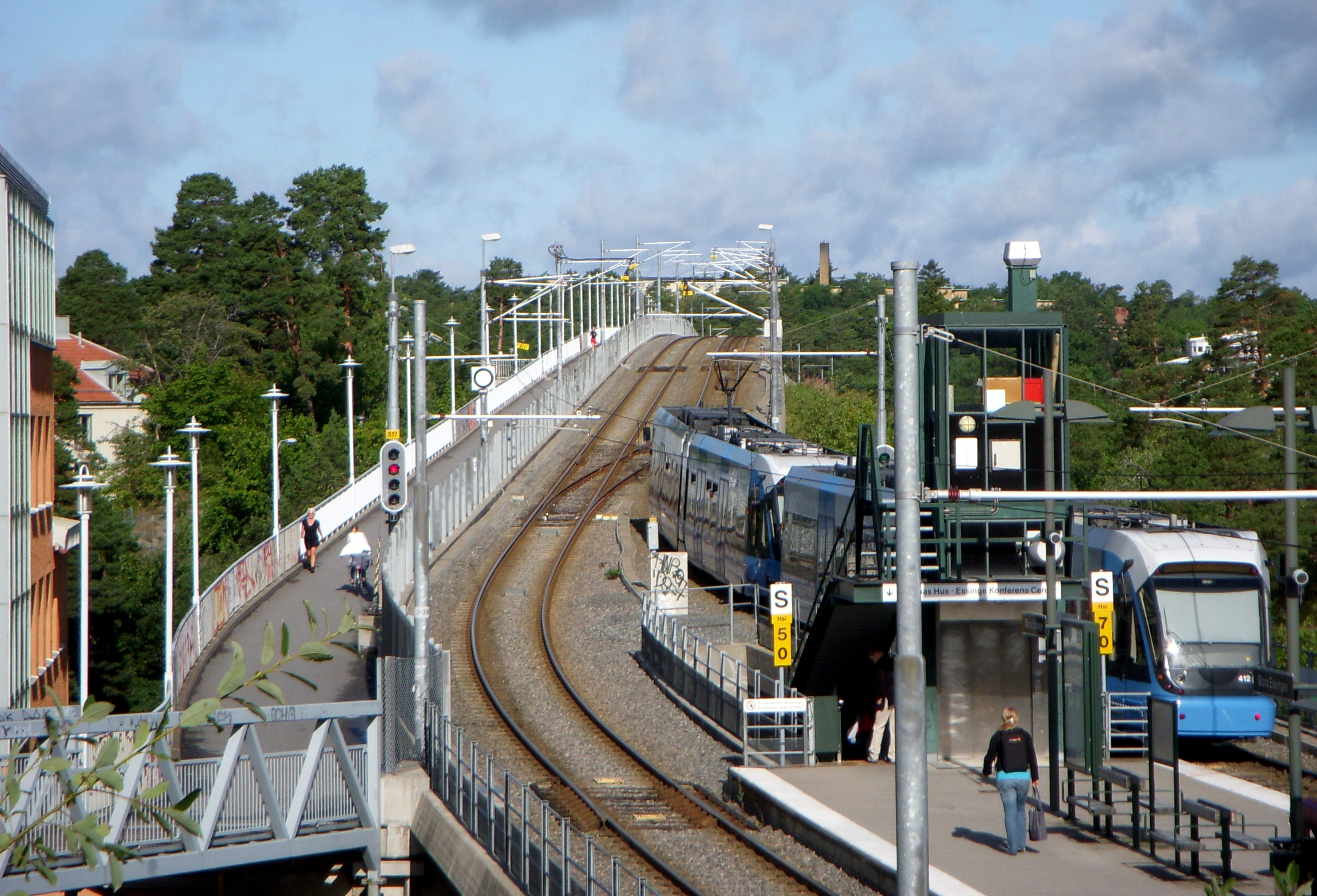
Haltestelle Stora Essingen